# Ajševica
Ajševica (olasz nyelven: Aisovizza) falu Nyugat-Szlovéniában, a Goriška statisztikai régióban. Közigazgatásilag Nova Goricához tartozik. Lakosságának száma 261 fő.
A település szorosan kapcsolódik a közeli Kromberkhez és Lokéhoz, melyekkel önálló kerületet alkot Nova Gorica községen belül.

## Fordítás
- Ez a szócikk részben vagy egészben  az   Ajševica című angol Wikipédia-szócikk ezen változatának fordításán alapul.  Az eredeti cikk szerkesztőit annak laptörténete sorolja fel. Ez a jelzés csupán a megfogalmazás eredetét és a szerzői jogokat jelzi, nem szolgál a cikkben szereplő információk forrásmegjelöléseként.